# Estanislao Struway
Estanislao Struway Samaniego (* 25. Juni 1968 in Itá) ist ein ehemaliger paraguayischer Fußballspieler. Im Laufe seiner Karriere wurde Struway unter anderem fünfmal paraguayischer Meister. Er nahm mit der paraguayischen Nationalmannschaft an der Fußball-Weltmeisterschaft 2002 teil.

## Karriere

### Verein
Struway begann seine Profikarriere 1988 beim Club Cerro Porteño. Mit diesem Klub gewann er zwei paraguayische Meistertitel sowie die Torneo República, einen offiziellen Wettbewerb zwischen Fußballvereinen aus der Hauptstadt Asunción und dem Landesinneren Paraguays.
1994 wechselte er nach Argentinien zum Racing Club. Nach einer Spielzeit schloss er sich dem Club Atlético Los Andes der zweiten argentinischen Liga an. 1996 setzte er seine Karriere in Peru bei Sporting Cristal fort, wo er im selben Jahr peruanischer Meister wurde. Es folgten Engagements in Brasilien bei Portuguesa de Desportos und dem Coritiba FC. Mit Coritiba gewann er 1999 die Staatsmeisterschaft von Paraná.
Anschließend kehrte er zu Cerro Porteño zurück, wo er 2001 erneut paraguayischer Meister wurde. 2002 wechselte er zum Club Libertad, mit dem er zwei weitere Meisterschaften gewann. Danach war er für eine Spielzeit beim 12 de Octubre Football Club aus Itauguá aktiv, bevor er 2005 seine Karriere in seiner Heimatstadt bei Sportivo Iteño ausklingen ließ.

### Nationalmannschaft
Sein Debüt in der paraguayischen Nationalmannschaft gab Struway am 27. Februar 1991 in einem Freundschaftsspiel gegen Brasilien.
Er nahm an fünf Austragungen der Copa América teil und stand im paraguayischen Aufgebot für die Fußball-Weltmeisterschaft 2002 in Japan und Südkorea. Dort kam er in den Gruppenspielen gegen Südafrika und Spanien sowie im Achtelfinale gegen den späteren Vizeweltmeister Deutschland zum Einsatz.
Zwischen 1991 und 2002 bestritt Struway 74 Länderspiele für Paraguay, in denen er vier Tore erzielte.

## Erfolge
- Paraguayische Meisterschaft: 1990, 1992, 2001, 2002 und 2003
- Peruanischer Meisterschaft: 1996
- Staatsmeisterschaft von Paraná: 1999
- Torneo República: 1991